# Підстолій
Підсто́лій (лат. subdapifer) — помічник стольника. У Польщі до XIV століття це була посадова особа, що прислужувала при столі князя чи короля, пізніше — почесний титул і у Великому князівстві Литовському.
Під кінець правління Казимира IV Ягеллончика (із 1470-х рр.), до поч. 16 ст. з’являється спорадично під час двірських урочистостей. Початково функції П. полягали в підготовці монаршого столу і прислуговуванні пануючому під час урочистих учт. Стояв на чолі групи дворян, які слугували при монаршому столі. З часом (імовірно, із 16 ст.) уряд П. перейшов до категорії урядів «гонорових», почесних.
П. земський — уряд виключно титулярний, почесний.